# 国民和解党 (モザンビーク)
国民和解党（こくみんわかいとう、または、国民調停党、国民再融和党、ポルトガル語: Partido de Reconciliação Nacional、略称:PARENA、英語: National Reconciliation Party）は、モザンビークの政党。

## 概要
2004年12月1日から2日にかけて行われたモザンビーク議会総選挙では得票率0.6パーセントの1万8220票に終わり、議席を獲得できなかった。2009年の総選挙では、得票率0.14パーセント、5610票の獲得に終わった。